# Shirley W. Smith
Shirley Wheeler Smith (* 3. Mai 1875 in Nashville, Michigan; † 16. Februar 1959) war Vizepräsident der University of Michigan. Als Autor war er einmal für den Oscar in der Kategorie Beste Originalgeschichte nominiert.

## Leben
Shirley W. Smith wurde in Nashville im US-Staat Michigan als Sohn des Richters Clement Smith geboren. Er graduierte mit 15 Jahren von der Hastings High School und absolvierte 1897 die Universität. 1900 erhielt er den Master of Arts.
Ab 1898 unterrichtete Smith an der University of Michigan Englisch. Von 1901 bis 1904 arbeitete er als Generalsekretär des Alumni Netzwerkes der University of Michigan. Daraufhin war er vier Jahre in Philadelphia, wo er im Präsidentenbüro einer Lebensversicherungsgesellschaft arbeitete. 1908 kehrte er an die University of Michigan zurück, wurde Sekretär und ab 1930 zudem Vize-Präsident, bis er 1945 in Ruhestand ging. Im Ruhestand schrieb Smith die Biografien von James B. Angell und Harry B. Hutchins, die Präsidenten der University of Michigan waren. 
Bei der Oscarverleihung 1950 war Shirley W. Smith zusammen mit Valentine Davies in der Kategorie Beste Originalgeschichte nominiert für die von Lloyd Bacon inszenierte Sportfilmkomödie It Happens Every Spring (1949). Der Film basiert auf einer Kurzgeschichte von Smith, die er mit 48 Jahren schrieb, im Sommer 1946 wurde diese in der Michigan Alumnus veröffentlicht.